# Perzische Koninklijke Weg

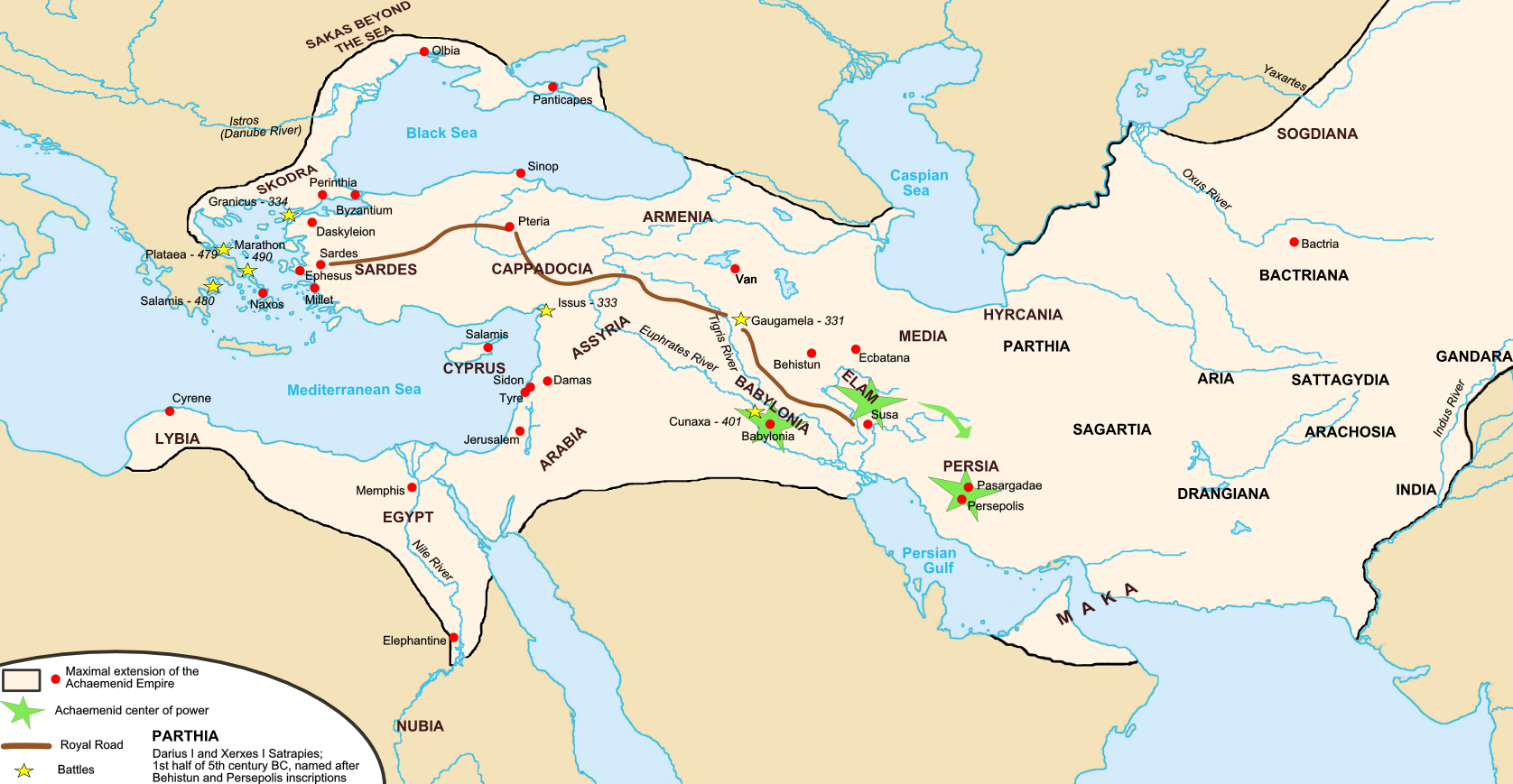
Het rijk van de Achaemeniden en de Koninklijke Weg.

De Perzische Koninklijke Weg (Perzisch: راه شاهی) was een oude weg in het Midden-Oosten. De weg liep van Sardis in Anatolië naar Susa en Persepolis in het Perzische Rijk (het huidige Iran). De weg had een lengte van zo'n 2500 kilometer.
De weg dankt zijn faam vooral aan een beschrijving van de Griekse historicus Herodotus. Hij schreef over de weg: Er is niets in de wereld dat sneller gaat dan deze Perzische koeriers. Koeriers op de weg konden de weg te voet in dertig dagen en te paard in zeven dagen afleggen. Om het transport van de belastingopbrengsten te vergemakkelijken en om de vergelegen delen van zijn rijk met elkaar te verbinden, liet sjah Darius I een wegennet aanleggen dat qua schaal tot de grootste projecten van de antieke wereld behoorde. Voor de tijd van de Perzen werden de voornaamste verbindingen in het Midden-Oosten gevormd door oude karavaanroutes, die onveilig werden gemaakt door bandieten, zand- of sneeuwstormen, wilde dieren en andere gevaren.
Cyrus II had al een begin gemaakt met de verbetering van deze wegen, waarna het netwerk werd vervolmaakt door Darius. Een leger van arbeiders en soldaten was het hele jaar door in de weer met het onderhoud en de bewaking van het traject. De weg was voor het grootste deel onverhard, bestaande uit aangestampte aarde, maar daar waar nodig was de weg geëgaliseerd en geplaveid met stenen. De verbinding omvatte zeven pontveren, ten minste vier zwaarbewaakte controleposten en 111 Karavanserais, die op ongeveer een dagreis van 25 kilometer van elkaar verwijderd lagen. Koninklijke boodschappers, kooplieden en hoogwaardigheidsbekleders die dwars door het Perzische Rijk reisden, konden er blijven overnachten terwijl hun paarden en lastdieren in een ommuurde kraal veilig waren voor roofdieren.